# Matzendorf
Matzendorf (toponimo tedesco) è un comune svizzero di 1 292 abitanti del Canton Soletta, nel distretto di Thal.